# Cercoceracris callangana
Cercoceracris callangana är en insektsart som beskrevs av Christiane Amédégnato och Poulain 1987. Cercoceracris callangana ingår i släktet Cercoceracris och familjen gräshoppor. Inga underarter finns listade i Catalogue of Life.